# Erioptera pederi
Erioptera pederi là một loài ruồi trong họ Limoniidae. Chúng phân bố ở miền Cổ bắc.